# Богатубе
36°17′45″ 45°28′18″ пн. ш. 36°17′45″ сх. д. / 45.47167° пн. ш. 36.29583° сх. д.
Богатубе (крим. Boğatube) — один із північних мисів Керченського півострова, розташований на сході Криму в Керченському районі.

## Опис
Знаходиться на узбережжі Азовського моря, розташований західніше села Курортне.
Берегова лінія мису крута й обривиста. У прибережних водах є підводні камені, що створюють перешкоди для судноплавства.
На південь від мису знаходиться відоме Чокрацьке озеро — солоне озеро, багате лікувальними грязями, яке є популярним об'єктом для відвідування туристів і прихильників грязелікування.

## Історія
Раніше на мисі розташовувалося село Новий Світ, яке, ймовірно, було засноване в період російської колонізації Криму після анексії Кримського ханства російською імперією в XVIII столітті. Однак село зникло через несприятливі природні або соціально-економічні умови.